# 香蘭福農宮
22°35′14″N 120°59′42″E / 22.587117°N 120.994888°E
香蘭福農宮位於臺灣臺東縣太麻里鄉香蘭村，為一間主祀神農大帝的道教廟宇。陪祀有關聖帝君、註生娘娘、福德正神，以及中壇元帥等神祇。另隸祀虎爺，是舊香蘭地區居民重要的信仰中心。

## 沿革

### 日治時期
日治時期，此廟址建有鎮守當地水源的小土地公廟，坐落在今日福農宮的龍堵處。當時福德正神並無神像，僅以一塊石碑代表，石碑上刻有「東南猴仔蘭」字跡。

### 戰後時期
第二次世界大戰戰後1960年代由於舊香蘭居民主要務農，為求風調雨順、作物豐收，部分居民於1966年從高雄縣美濃鎮（今高雄市美濃區）的輔天五穀宮迎請神農大帝分靈至此。
迎回神靈後，村民集資改建日治時期就已存在的土地公廟，並合祀神農大帝神像與福德正神石碑。福農宮早期為單殿硬山式建築，背對南迴公路，正殿右側有一涼亭，廟埕佔地30坪，正前方設有戲臺，佔地面積約近百坪。2002年福農宮改建為歇山重簷式、鋼筋混泥土結構的閩南式建築。
2016年7月8日強烈颱風尼伯特自香蘭村登陸，除造成臺東縣嚴重災情外，香蘭村內也有多處客家人群居的夥房受損。災後政府單位及民間基金會合作搶修，於同年11月初完成，臺東縣政府也向中華民國客家委員會爭取經費、規劃冬至活動，於福農宮進行祈福、客家傳統祭祀、八音等儀式，以祈求來年風調雨順、國泰民安。

## 重要祭典
香蘭福農宮每年活動以農曆九月返祖廟進香最為盛大。相傳神農大帝神像迎回香蘭後不久，便顯靈指示要香蘭居民「捨禾就木」，居民推論許久後開始改種釋迦並賺了大錢。為感激神農大帝，因此福農宮信徒每年農曆九月都會組織進香隊伍，恭請神像回祖廟美濃輔天五穀宮進香。

## 圖集

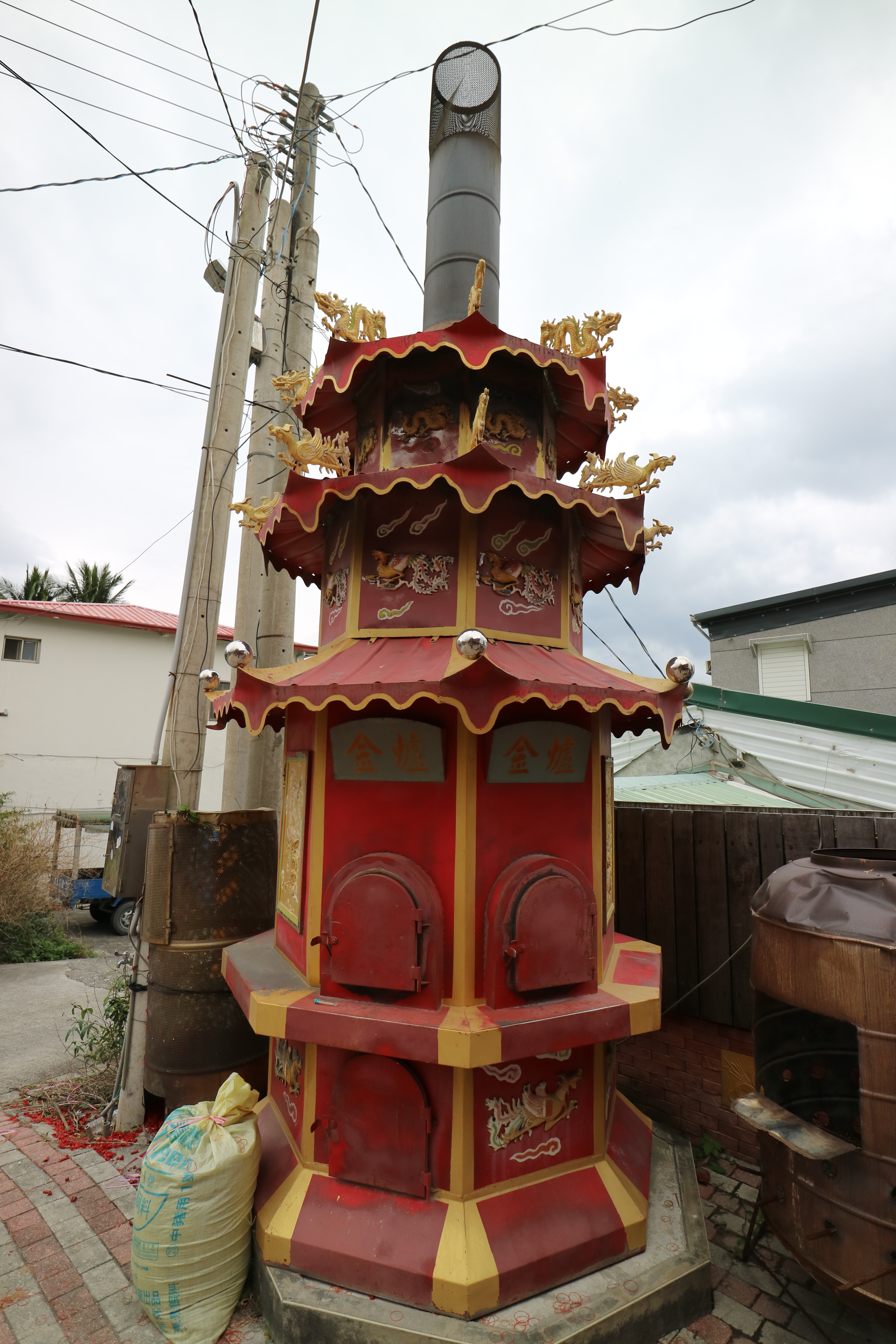
香蘭福農宮金爐
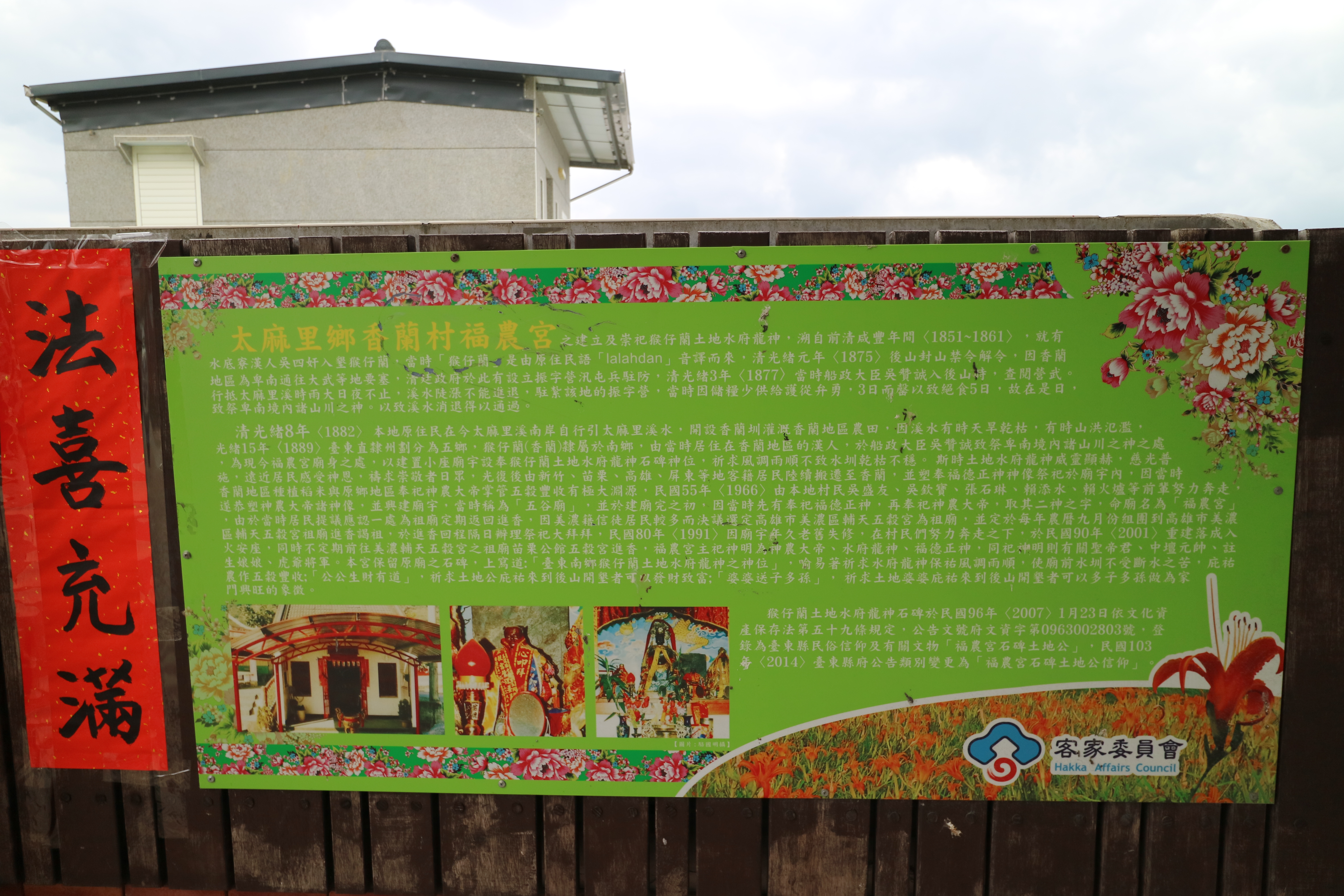
香蘭福農宮介紹板

## 資料來源
1. 1 2 3  . 文化部文化資產局. 2007-01-23  [2018-03-04]. （原始内容存档于2018-01-21） （中文（臺灣））. （页面存档备份，存于）
2. 1 2 3 4 5  . 教育大市集.   [2018-03-04] （中文（臺灣））.[]
3. 1 2  許秀霞. . 臺東縣: 臺東大學. 2009年: 46. ISBN 9860180520.
4. 1 2  . 中央通訊社. 2016-12-21  [2018-03-04]. （原始内容存档于2016-12-22） （中文（臺灣））. （页面存档备份，存于）
5. ↑  . 行政院客家委員會.   [2018-03-04] （中文（臺灣））.[]